# Star Force Soldier
Star Force Soldier (Soldier) ist ein Science-Fiction-Film von Paul W.S. Anderson aus dem Jahr 1998. Die Hauptrolle spielte Kurt Russell. Der Film startete am 10. Juni 1999 in den deutschen Kinos.

## Handlung
Seit dem Jahr 1996 wird eine Gruppe Kinder rücksichtslos zu Soldaten erzogen. Unter den Kindern ist Todd, der einem intensiven Training unterzogen wird. Im Jahr 2036 hat er bereits zahlreiche Schlachten hinter sich. Nach einigen Tests kommen die Befehlshaber zum Schluss, dass neue genetisch modifizierte Soldaten besser geeignet seien. Zwei Mitglieder von Todds Gruppe werden bei einem Übungskampf gegen die Neuen getötet.
Todd selbst überlebt schwer verletzt, wird aber ebenfalls für tot gehalten und mit einem Müll-Raumtransporter zum Müllentsorgungsplaneten Arcadia verbracht. Dort lebt seit 2024 nach einer Notlandung eine Gruppe Siedler, die Todd aufnehmen und gesund pflegen. Durch seine militärische Ausbildung hat Todd zunächst Schwierigkeiten sich anzupassen. Seine verschlossene Art erweckt das Misstrauen der Siedler, und nach einem Vorfall, bei dem er vermeintlich ein Kind einer Gefahr aussetzt, stimmen die Siedler darüber ab, dass Todd die Gemeinschaft verlassen muss. Später macht sich einer der Siedler auf, um Todd zurückzuholen. Doch ein eintreffendes Raumschiff entdeckt die beiden und schießt ohne Warnung, der Siedler stirbt.
Das Militär mit den neuen Gen-Soldaten kommt, um auf Arcadia autarke Überwachungssysteme zu installieren. Die notgelandeten Siedler werden entdeckt, als Feinde eingestuft und dienen den Gen-Soldaten als Übungsmaterial. Todd ergreift Partei für die Siedler und tötet die genetisch manipulierten Soldaten. Der Kommandant gerät in Panik und befiehlt den Rückzug, aber zuvor wird auf Arcadia eine starke nukleare Ladung installiert, die den gesamten Planeten sprengen soll. Todd, seine ehemaligen Kameraden und die überlebenden Siedler übernehmen das Schiff und können so der nuklearen Sprengung des Planeten entkommen. Colonel Mekum und die anderen Offiziere werden auf Arcadia ausgesetzt, wo es ihnen nicht gelingt, die Ladung rechtzeitig zu entschärfen.

## Kritiken
James Berardinelli schrieb auf ReelViews, dass es ab und zu nett wäre, einen Film zu sehen, der keine postapokalyptische Vision zeigen würde. Auch dieser Film gehöre diesem Subgenre an. Nichts im Film sei originell. Berardinelli lobte die Darstellungen von Sean Pertwee, Connie Nielsen, Jason Scott Lee und Jason Isaacs. Das Spiel von Kurt Russell verglich er negativ mit Russells Darstellung des Snake Plissken in Die Klapperschlange und Flucht aus L.A.
Peter Stack schrieb in der San Francisco Chronicle vom 23. Oktober 1998, dass der Film „einfach“ sei – 85 Minuten, in denen der Held gegen den Bösewicht kämpfe.
Das Lexikon des internationalen Films sah einen „brutale[n] Science-Fiction-Film, der von der Menschwerdung eines emotionalen Waisenkindes handeln will, durch exzessive Kampfszenen und seine Ideologie eines wehrhaften Daseins aber zur ungebrochenen Hymne auf Militarismus und Krieg gerät.“

## Hintergrund
Die Produktionskosten betrugen ungefähr 75 Millionen US-Dollar. Der Film spielte in den Kinos der USA 14,57 Millionen US-Dollar ein.
Kurt Russell bekam für diese Rolle eine Gage von 20 Millionen Dollar. Da seine Rolle eher wortlos blieb, brachte er es im gesamten Film auf 104 Wörter, das macht stolze 192.307 Dollar/Wort.
Star Force Soldier spielt nach Aussagen von Regisseur Paul W. S. Anderson und Drehbuchautor David Peoples in derselben fiktiven Welt wie Blade Runner. Peoples, der Coautor des Blade Runner-Drehbuchs war, baute einige Bezüge dazu ins Drehbuch ein. So werden zum Beispiel in einer Szene die Schlacht am Tannhäuser Tor (Battle of Tannhauser Gate) sowie die Schulter des Orion (Shoulder of Orion) als Kampfeinsätze Todds aufgeführt; diese werden gegen Ende von Blade Runner von dem Replikanten Roy Batty als Einsätze aufgezählt, an denen Batty teilnahm.
Eine weitere Referenz zu einem anderen Film ist eine Auszeichnung Todds namens Plissken Patch, die in derselben Szene zu sehen ist. Diese verweist auf den Film Die Klapperschlange aus dem Jahr 1981, in dem Kurt Russell die Hauptfigur namens Snake Plissken spielte.

## Fassungen
Bis zur Veröffentlichung der Blu-ray im März 2019 (nach Neuprüfung durch die FSK ab 18 Jahren freigegeben) existierte keine ungekürzte deutschsprachige Fassung des Filmes. Neben einer um ca. 6 Minuten gekürzten FSK-16-Version gab es bis dahin noch eine FSK-18-Version, die aber ebenfalls um ca. 50 Sekunden gekürzt war. Im Kino lief nur die FSK-16-Fassung. Im TV liefen beide Fassungen und sind auch auf DVD veröffentlicht worden.